# Православные праздники
Правосла́вные пра́здники — общецерковные торжества в православии, посвящённые особому воспоминанию священных и чтимых событий, святых и икон Божией Матери. Дни их празднования относятся к годовым (неподвижный и подвижный) и седмичному богослужебным кругам общественного богослужения в Православной церкви.
В праздники Типикон предписывает совершать особое богослужение, обычно заканчивающееся литургией. В строгом литургическом смысле, праздничными днями в христианстве можно полагать все дни, в которые Богослужебный устав прямо не запрещает совершения евхаристии (полной литургии), то есть кроме будничных дней Великого поста и среды и пятницы Сырной седмицы.
Согласно катехизису митрополита Филарета (Дроздова), православные христиане обязаны свято чтить свои важнейшие праздники, готовиться к ним постом, в дни праздников посещать храм, молиться и читать, вместо своих мирских дел помогать немощным и нуждающимся.

## История
Церковь рассматривает праздники как Божественное установление (Быт. 2:3; Исх. 20:8—11).

В Новом Завете празднование субботы уступает свою славу дню воскресному. Правило 29-е Лаодикийского Собора (ок. 364) гласит: 
Не подобает христианам иудействовати, и в субботу праздновати, но делати им в сей день:
а день воскресный преимущественно праздновати,
аще могут, яко христианам. Аще же обрящутся иудействующие:
да будут анафема от Христа.

## Классификация
Православные праздники различаются между собою торжественностью богослужения (Гл. 47‑я Типикона), причём Пасхальное богослужение значительно торжественнее служб всех прочих праздников. Торжество Воскресения Христова вспоминается и в каждый воскресный день (Неделю) — совершается всенощное бдение.
- По важности воспоминаемых Церковью событий, прежде всего, выделяется Пасха — Воскресение Христово.
- Затем следуют великие двунадесятые праздники, среди которых Господские праздники могут быть как подвижными (переходящими) так и неподвижными (непереходящими). Господские праздники имеют статус выше, чем Богородичные праздники. Практически к этой же категории великих праздников относят и пять великих недвунадесятых праздников.
- За ними следуют средние праздники, которые делятся на бденные и полиелейные.
- Наконец, малые праздники.

| Тип праздников | Разряд       | Знак Типикона | Особенности | Примеры |
| -------------- | ------------ | ------------- | --- | --- |
| Пасха          | —            |               | Пасхальное богослужение. Служба наиболее торжественная, почти всё поётся (чтений немного). | - Пасха; - Светлая седмица; - Отдание Пасхи (пасхальное богослужение по благословению настоятеля). |
| Великие        | Бденные      |               | Всенощное бдение: малая и великая вечерни, бденное начало вечерни, лития в конце вечерни. | - Двунадесятые праздники; - Обрезание Господне и Василия Великого, Покров Пресвятой Богородицы, Иоанна Предтечи (Рождество и Усекновение главы), Апостолов Петра и Павла; |
| Средние        | Бденные      |               | Служится всенощное бдение с каноном Богородице на утрене. Нет повечерий и полу́нощниц. | - Апостола и Евангелиста Иоанна Богослова, 26 сентября (9 октября); - Свт. Иоанна Златоуста, 13 (26) ноября; - Свт. Николая Чудотворца, 6 (19) декабря; - Храмовые (престольные) праздники. |
| Средние        | Полиелейные  |               | Служба с полиелейной утреней, однако всенощного бдения нет. Уставом предусматриваются повечерия и полунощницы, но в приходской практике они почти никогда не совершаются.                                                | - Дни памяти каждого из Двенадцати апостолов; - Обретения честно́й главы Иоанна Предтечи (Первое и второе — 24 февраля (9 марта) в невисокосные годы, 24 февраля (8 марта) в високосные годы, третье — 25 мая (7 июня)); - 40 Севастийских мучеников, 9 (22) марта; - Владимирская икона Божией Матери, 21 мая (3 июня), 23 июня (6 июля), 26 августа (8 сентября); - Казанская икона Божией Матери, 8 (21) июля (обретение), 22 октября (4 ноября). |
| Малые          | Славословные |               | На утрене вместо чтения вседневного славословия поётся Великое славословие с праздничным окончанием. | - Обновление храма Воскресения Христова в Иерусалиме, 13 (26) сентября; - Положение честно́й ризы Пресвятой Богородицы во Влахерне, 2 (15) июля. |
| Малые          | Шестеричные  |               | Поются 6 стихир святому на «Господи, воззвах» (если в Минее приведено только 3, то каждая из них повторяется по дважды). Читаются оба канона октоиха и канон святому на 6 тропарей: обычно 3 тропаря повторяются дважды. | - Праведных Захарии и Елисаветы, 5 (18) сентября; - прор. Даниила и трёх отроков Анании, Азарии и Мисаила, 17 (30) декабря; - Поклонение честны́м веригам ап. Петра, 16 (29) января. |
| Вседневные     | —            | без знака     | Вседневные службы не являются праздничными в собственном смысле. Их иногда называют малыми праздниками потому, как каждый день вспоминается память тех или иных малых святых.                                            | - Мученика архидиакона Евпла, 11 (24) августа; - К этому разряду относится бо́льшая часть памятных дней Месяцеслова. |

Каждое воскресенье в году — малая Пасха, и ради этого праздника положено совершать всенощное бдение. Но в Типиконе (и в Минее) тот или иной праздничный знак присвоен только неподвижным праздникам.
По месту празднования, праздники подразделяются на общие (вселенские), одинаково торжественно отмечаемые во всех храмах и областях, и местные, к которым относятся престольные (храмовые) праздники и праздники в честь местночтимых икон или святых. По особенностям богослужения, в престольные праздники положено совершение всенощного бдения (в дни Великого поста — только полиелей). Указания о том, каким образом следует совершать службу храмовому празднику в соединении с другой в тот же день праздничной службой, содержатся в 58-ми главах Устава «О храмѣхъ» (в конце книги Типикон).
По типу праздники также разделяются на Господские (в честь Спасителя), Богородичные и праздники отдельных святых (или соборов святых). Под святыми понимаются как люди (угодники Божии), так и ангелы.
В зависимости от лика святого, в праздник меняется и цвет облачения, надеваемого на богослужении священнослужителями и церковнослужителями.

## Пасха
Пасха  — самый главный праздник; в каноне праздника Пасха называется «праздников праздник и торжество из торжеств». Перед Пасхой происходит самая напряжённая подготовка, и продолжается этот праздник дольше всех. Он переходящий, или подвижный, каждый год меняются дни его празднования.

## Великие праздники
«Великими» называются значимые праздники с торжественным богослужением. К ним относятся все двунадесятые праздники, а также некоторые другие (в Русской православной церкви — пять). В Типиконе, в Минеях и в Следованной Псалтири отмечаются знаком красного креста в круге. 

### Двунадесятые праздники
Двунадесятые праздники могут быть Господскими (Владычными) и Богородичными.
В порядке их следования в течение церковного года, который начинается 1 (14) сентября:
непереходящие двунадесятые праздники
- Рождество Пресвятой Богородицы — 8 (21) сентября (богородичный праздник);
- Воздвижение Креста Господня — 14 (27) сентября (господский праздник);
- Введение во храм Пресвятой Богородицы — 21 ноября (4 декабря) (богородичный праздник);
- Рождество Христово — 25 декабря (7 января) (господский праздник);
- Крещение Господне — 6 (19) января (господский праздник);
- Сретение Господне — 2 (15) февраля (господский праздник, с некоторыми богослужебными элементами богородичных праздников);
- Благовещение Пресвятой Богородицы — 25 марта (7 апреля) (богородичный праздник);
- Преображение Господне — 6 (19) августа (господский праздник);
- Успение Пресвятой Богородицы — 15 (28) августа (богородичный праздник);

переходящие двунадесятые праздники:
- Вход Господень в Иерусалим — Неделя 6-я Великого поста, ваий; воскресенье перед Пасхой (господский праздник);
- Вознесение Господне — четверг 6-й седмицы по Пасхе; 40-й день после Пасхи (господский праздник);
- День Святой Троицы — Неделя 8-я по Пасхе; 50-й день после Пасхи (господский праздник).

Современный русский Типикон не определяет явно переходящие двунадесятые праздники как великие.

### Недвунадесятые великие праздники
Кроме двунадесятых праздников, к великим относятся:
- Покров Пресвятой Богородицы (в Русской церкви) — 1 (14) октября;
- Обрезание Господне и память свт. Василия Великого[8] — 1 (14) января;
- Рождество Иоанна Крестителя (Предтечи) — 24 июня (7 июля);
- День святых первоверховных апостолов Петра и Павла — 29 июня (12 июля);
- Усекновение главы Иоанна Предтечи — 29 августа (11 сентября).

Кроме того, в дониконовских (и в современных старообрядческих) уставах к великим праздникам относились также дни памяти апостола Иоанна Богослова (26 сентября, 8 мая), преподобного Сергия Радонежского (25 сентября) и все переходящие двунадесятые праздники.

### Богослужебные особенности великих праздников
Устав службы Господских и Богородичных двунадесятых праздников несколько различается. Так, например, воскресная служба полностью отменяется, если в воскресный день случается Господский двунадесятый праздник. Если же случается Богородичный двунадесятый, соответствующие службы (праздника и воскресная) соединяются, причём приоритет отдаётся воскресной службе.
Великие праздники в честь святых не имеют прибавления канона Божией Матери к канонам святых на утрене, в отличие от средних праздников.
Пасха, двунадесятые праздники и некоторые другие (например, Преполовение) имеют предпразднство, попразднство и отдание.
- Предпра́зднство[9] — это богослужебный период подготовления верующих к встрече праздника. Поэтому в богослужение вместе с молитвословиями дня и святых, поминаемых в этот день, включаются и молитвословия предстоящего праздника. Двунадесятые праздники имеют 1 день предпразднства, за исключением Рождества Христова (имеющего 5 предпразднственных дней), Богоявления (4 предпразднственных дня), а также Входа Господня в Иерусалим, Вознесения Господня и Дня Святой Троицы, не имеющих предпразднства. У Пасхи определённого предпразднства также нет. Один день предпразднства имеет недвунадесятый малый праздник Происхождение честных древ Животворящего Креста.
- Попра́зднство — это богослужебный период продолжения воспоминания великого праздника после дня самого праздника. Церковь прославляет в течение этих дней само событие и его участников. Чаще всего попразднство продолжается неделю. Зависит оно от приближения одного праздника к другому или к дням поста. Попразднство Пасхи продолжается 40 дней.
- Отда́ние праздника — это последний день попразднства. Он характеризуется большей торжественностью богослужения, чем во все остальные дни, но меньшей, чем в сам день праздника. Молитвословия на богослужении во многом повторяют первый день праздника.

У великих недвунадесятых праздников в Типиконе нет обозначенных предпразднств, попразднств и отданий, хотя на следующие дни после праздников Рождества Предтечи и Усекновения его честной главы приводятся службы Предтече, а на следующий день после Дня Петра и Павла празднуется Собор славных и всехвальных 12-ти апостолов.
См. также Таблица дней предпразднства и попразднства двунадесятых праздников.

## Средние праздники
Средние праздники установлены в честь нерукотворного образа Иисуса Христа, икон Божией Матери, Небесных Сил бесплотных (ангелов) и святых. Могут быть бденными  (со всенощным бдением), более торжественными, и полиелейными  (с полиелеем). Их количество точно не определено. Согласно Типикону, средние праздники со всенощным бдением (в некоторых случаях бдение по желанию настоятеля) совершаются в честь:
- апостола и евангелиста Иоанна Богослова;
- святителя Иоанна Златоуста;
- трёх святителей: Василия Великого, Григория Богослова и Иоанна Златоуста;
- равноапостольных Кирилла и Мефодия;
- равноапостольного князя Владимира;
- преподобного Саввы Освященного (по желанию настоятеля);
- святителя Николая Мирликийского (по желанию настоятеля);
- преподобного Антония Великого (по желанию настоятеля);
- преподобного Евфимия Великого (по желанию настоятеля);
- великомученика Георгия Победоносца (по желанию настоятеля);
- перенесения из Эдессы в Константинополь нерукотворного образа Иисуса Христа (по желанию настоятеля);
- Собор новомучеников и исповедников Церкви Русской.

К средним праздникам со бдением также относятся праздники храмовые (престольные праздники) и в честь святых, чьи мощи находятся в храме. Согласно Уставу, также по желанию настоятеля всенощное бдение может совершаться в честь Димитрия Солунского, Собора Архангела Михаила, святителя Григория Богослова, пророка Илии.

## Малые праздники
1. Имеющие Великое славословие —
2. Шестеричная служба —
3. Вседневная служба святым, не имеющим праздничного знака.

В Православной церкви фактически в каждый день есть несколько малых праздников, в каждый день года чествуется больше или меньше прославленных церковью святых, и каждый день недели отмечен малым праздником.

## Праздники преимущественно Русской православной церкви
Большинство праздников Русской православной церкви общие с другими поместными православными церквами-сёстрами, но есть и особенные, например, Покров Пресвятой Богородицы, Всемилостивый Спас, Положение Ризы Господней, многочисленные праздники соборной памяти общерусских святых и местночтимых святых, в Земле Российской просиявших.

## Особенности всинодальный период
В Православной российской церкви в календарь ежегодных торжеств (вплоть до падения монархии 2 марта 1917 года) заносились следующие виды особых праздников:
- Царские дни[15], которые подразделялись на:
  - Высокоторжественные — дни восшествия на престол, венчания на царство и пр. Императора, Императрицы, Наследника, в которые накануне полагалось бдение тем святым, память которых случалась в соответствующий день, а в сам день праздника по окончании литургии — молебен со звоном;
  - Торжественные — дни рождения и тезоименитств прочих Особ Царствующего Дома;
- Кавалерские дни — дни памяти святых, имя которых носил тот или иной кавалерский орден, по юлианскому календарю: 3 февраля, 30 августа, 22 сентября, 8, 24, 26 и 30 ноября;
- Викториальные — в ознаменование побед или заключения мира, например, 27 июня — в память о победе «под Полтавою» в 1709 году.

Кроме того, до 10 мая 1904 года законом запрещалось производство публичных работ в воскресные, праздничные и торжественные дни, причём ряд ограничений в отношении общественных развлечений и увеселений действовал и позднее.